# Capnia badakhshanica
Capnia badakhshanica is een steenvlieg uit de familie Capniidae. De wetenschappelijke naam van de soort is voor het eerst geldig gepubliceerd in 1974 door Zhiltzova.